# غاربيتانغكا
غاربيتانغكا (بالإنجليزية: Garbiutangka)‏ هي منطقة سكنية تقع في الصين في أزمة التبت والصين. يقدر عدد سكانها بـ
- نسمة .